# What Lies Beneath (film)
What Lies Beneath is een Amerikaans bovennatuurlijk thriller-mysterie uit 2000 geregisseerd door Robert Zemeckis. De film werd genomineerd voor onder meer drie Saturn Awards, in de categorieën beste horrorfilm, beste regisseur en beste actrice (Michelle Pfeiffer).

## Verhaal
Claire Spencer (Michelle Pfeiffer) raakt verward wanneer ze met haar echtgenoot Dr. Norman Spencer (Harrison Ford) het huis betrekt van Normans overleden vader. Ze was nog niet zo lang geleden betrokken bij een auto-ongeluk, hun dochter heeft net het ouderlijk huis verlaten en nu ziet en hoort ze dingen waarvan anderen schijnbaar niets merken. Ze heeft geen idee of ze gek aan het worden is of dat het spookt in hun nieuwe huis. Bovendien lijkt de buurvrouw plotseling in het niets verdwenen.

## Overige acteurs
| Acteur            | Personage               |
| ----------------- | ----------------------- |
| Diana Scarwid     | Jody                    |
| Joe Morton        | Dr. Drayton             |
| James Remar       | Warren Feur             |
| Miranda Otto      | Mary Feur               |
| Amber Valletta    | Madison Elizabeth Frank |
| Micole Mercurio   | Mrs. Frank              |
| Katharine Towne   | Caitlin Spencer         |
| Victoria Bidewell | Beatrice                |
| Eliott Goretsky   | Teddy                   |
| Ray Baker         | Dr. Stan Powell         |
| Wendy Crewson     | Elena                   |
| Sloane Shelton    | Mrs. Templeton          |
| Tom Dahlgren      | Dean Templeton          |